# Pipelight
Pipelight is een applicatie die voornamelijk gebruikt wordt om Windows NPAPI-plug-ins in Linux-browsers te laten draaien. Het is gebaseerd op de applicatie Wine. Momenteel ondersteunt Pipelight alleen Silverlight, Flash Player, Unity 3D, en Widevine.
Sinds Firefox 52 worden NPAPI-plug-ins niet meer ondersteund. Google Chrome en andere Chromium-gebaseerde browsers ondersteunden dit al langer niet meer. Mede hierdoor is een einde gekomen aan de ontwikkeling van Pipelight.